# تياجو مايا
تياجو مايا (18 سبتمبر 1992 بجوندومار في البرتغال - ) هو لاعب كرة قدم برتغالي في مركز حراسة المرمى. شارك مع منتخب البرتغال تحت 18 سنة لكرة القدم ومنتخب البرتغال تحت 19 سنة لكرة القدم ومنتخب البرتغال تحت 20 سنة لكرة القدم. أما مع النوادي، فقد لعب مع نادي إيسبينهو ونادي أولهانينسي ونادي سانتا كلارا.

## روابط خارجية
- تياجو مايا على موقع قاعدة بيانات كرة القدم.إي يو (الإنجليزية)
- تياجو مايا على موقع Soccerway.com (الإنجليزية)